# Hetereleotris caminata
Hetereleotris caminata är en fiskart som först beskrevs av Smith, 1958.  Hetereleotris caminata ingår i släktet Hetereleotris och familjen smörbultsfiskar. Inga underarter finns listade i Catalogue of Life.